# أندي جيبسون (مغني)
أندي جيبسون (بالإنجليزية: Andy Gibson)‏ هو مغني ومغن مؤلف أمريكي، ولد في 15 سبتمبر 1981 في سبوكين في الولايات المتحدة.